# Ceux qui ont encore une mère
Pour plus de détails, voir Fiche technique et Distribution.
Ceux qui ont encore une mère (Das Licht der Liebe) est un film dramatique ouest-germano-autrichien réalisé par Robert Adolf Stemmle sorti en 1954.

## Synopsis
Peu après la Seconde Guerre mondiale. Le couple marié Joseph et Käthe Zeller vivent avec leurs enfants Felix, Paul, Walter et Franziska dans un domaine autrichien. Lors d'une sortie en famille, le père marche sur une mine et est mortellement blessé. En organisant son héritage, Käthe se rend compte que son mari s'est endetté. Avec le reste de son argent, elle déménage à Vienne avec les enfants et y achète une petite laverie.
Neuf ans plus tard, la petite cave est devenue une grande blanchisserie. L'imprudence de Paul pendant l'enfance l'a rendu aveugle. Käthe demande à son fils Felix d'épouser la femme de ménage Martina après qu'elle soit tombée enceinte de lui. Walter, qui passe ses nuits de musicien dans des bars, est poussé hors de la maison pour enfin devenir indépendant. Franzi éprouve son premier mal d'amour et est réconfortée par sa mère.
Pour sauver son fils Paul de la cécité à vie, Käthe lui fait don de la cornée d'un œil dans le cadre d'une opération dangereuse. En fin de compte, tous les enfants retrouvent le chemin de leur mère bien-aimée pleine de gratitude et d'humilité.

## Fiche technique
- Titre français : Ceux qui ont encore une mère[1]
- Titre original : Das Licht der Liebe
- Réalisation : Robert Adolf Stemmle assisté de Rudolf Nussgruber
- Scénario : Gerhard Menzel, Robert A. Stemmle
- Musique : Willy Schmidt-Gentner
- Direction artistique : Felix Smetana
- Costumes : Fred Adlmüller
- Photographie : Helmuth Ashley
- Son : Herbert Janeczka, Otto Untersalmberger
- Montage : Henny Brünsch
- Production : Paula Wessely
- Sociétés de production : Paula Wessely Filmproduktion GmbH
- Société de distribution : Sascha-Verleih
- Pays d'origine :  Autriche -  Allemagne de l'Ouest
- Langue : allemand
- Format : Couleur - 1,37:1 - Mono - 35 mm
- Genre : Drame
- Durée : 95 minutes
- Dates de sortie :
  - Allemagne de l'Ouest : 24 juin 1954
  - Autriche : 24 août 1954
  - France : 8 avril 1955[1]

## Distribution
- Paula Wessely : Käthe Zeller
- Stefan Skodler : Joseph Zeller, son mari
- Erich Auer : Felix, leur fils
- Heinrich Schweiger : Paul, leur fils
- Albert Rueprecht (de) : Walter, leur fils
- Waltraut Haas : Franzi, leur fille
- Fritz Schulz (de) : Dr. Franz Kellermann
- Karl Skraup (de) : Hermann Linsmeyer
- Maria Eis : Hedwig Linsmeyer, la sœur de Käthe
- Ingeborg Cornelius (de) : Martina, la femme de ménage
- Fred Liewehr : Le chanteur
- Raoul Aslan : Professeur de Bréas
- Hans Thimig : Le directeur de l'école
- Eduard Linkers : Le créancier
- Egon von Jordan : Le professeur de danse
- Olive Moorefield (de) : La chanteuse

## Production
Das Licht der Liebe est le remake d’Une mère (titre original : Mutterliebe), film film germano-autrichien réalisé par Gustav Ucicky sorti en 1939.

## Source de la traduction
- (de) Cet article est partiellement ou en totalité issu de l’article de Wikipédia en allemand intitulé « Das Licht der Liebe (1954) » (voir la liste des auteurs).